# サンタ・マリア・ソプラ・ミネルヴァ教会
サンタ・マリア・ソプラ・ミネルヴァ教会（ラテン語: Basilica Sanctae Mariae supra Minervam、イタリア語: Basilica di Santa Maria sopra Minerva）はイタリアのローマにある名義小バシリカで、カトリック教会のドミニコ会にとって重要な教会堂である。カンプス・マルティウスのミネルヴァ広場に面していて、ローマで唯一のゴシック建築の教会とされている。この教会にはシエナのカタリナやドミニコ会の画家フラ・アンジェリコの墓がある。近代天文学の父ガリレオ・ガリレイは、隣接する修道院での異端審問後の1633年6月22日、この教会で自らの科学的命題を否認した。
この教会はエジプトの女神イシスの神殿の基礎の上（sopra は「上」の意）に建てられた。しかし、この神殿は間違ってミネルウァの神殿だとされていたため、現在のような名称になっている。控えめなファサードの背後には、鮮やかな赤で塗られた肋材のヴォールトに金メッキの星をちりばめた青い天井があり、19世紀にゴシック様式で修復されたものである。すぐ側にはパンテオンがある。
Titulus Sanctae Mariae supra Minervam の現在の枢機卿は2001年からコーマック・マーフィー＝オコーナーが務めている。

## 歴史
この教会と旧女子修道院の敷地の周辺には、古代ローマ時代にはグナエウス・ポンペイウスが紀元前50年に建てた女神ミネルウァの神殿 Delubrum Minervae、イシスを祀った神殿、セラピスを祭った神殿の3つの神殿があった。ミネルウァの神殿の詳細は不明だが、最近の調査でこの教会からやや東にあるコッレッジョ・ロマーノ広場に小さな円形のミネルウィウムがあったことがわかった。1665年、この教会に隣接するドミニコ会の修道院の庭からエジプトのオベリスクが発見された。他にも小さなオベリスクがこの教会周辺から見つかっており、Obelisci Isei Campensis と呼ばれていたが、これらはおそらく2本一組でイシスの神殿の入口前に立てられていたものと見られる。

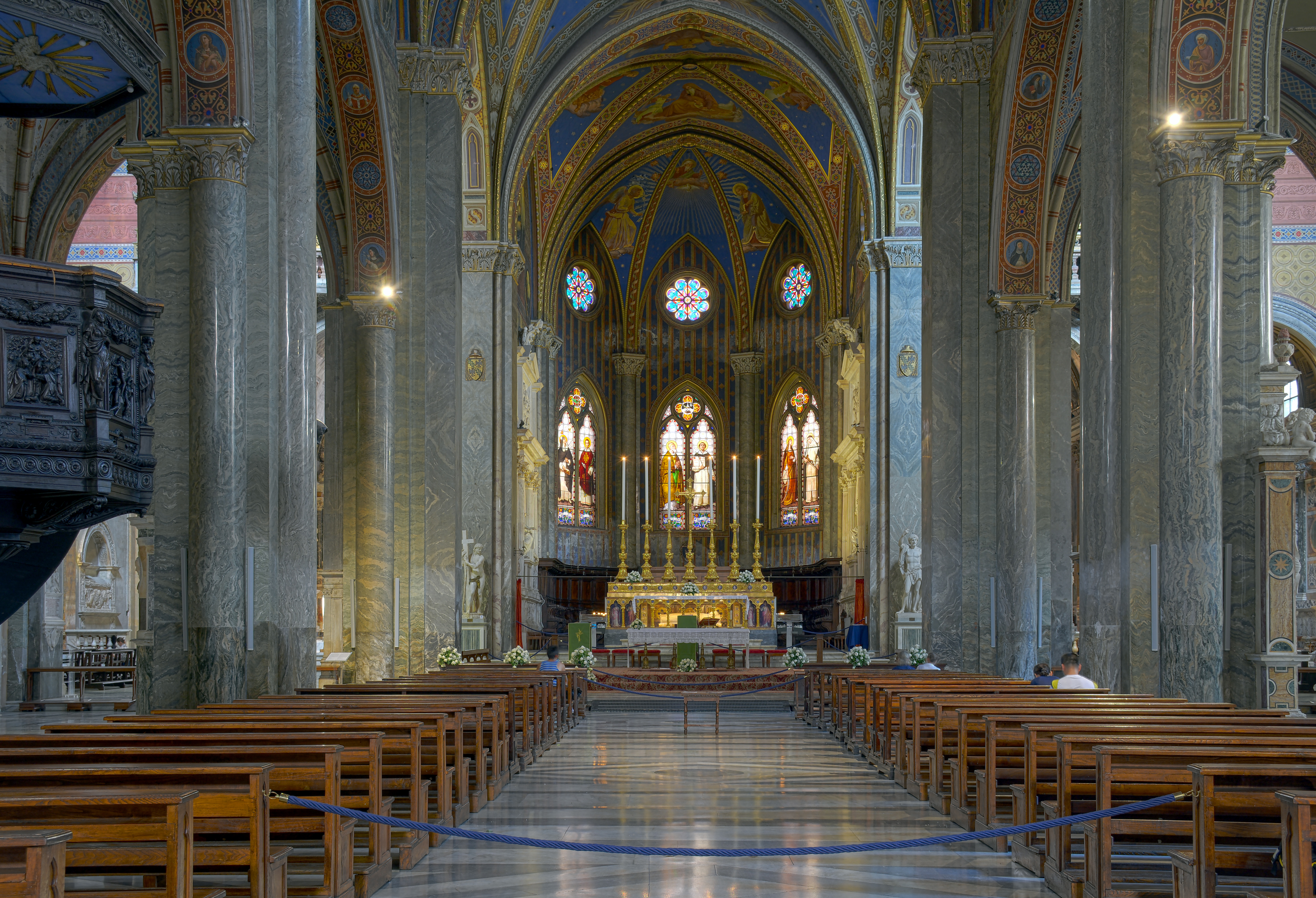
内部

他の古代ローマの遺構として地下聖堂がある。廃墟と化した神殿をキリスト教会に転換したのは教皇ザカリアスの時代（741年 - 752年）で、これを東方の修道士に与えた。このころの構造は現存していない。1255年、アレクサンデル4世がここに改宗した女性たちの共同体を創設したが、それは間もなくサン・パンクラツィオ教会に移転され、1275年にはこの教会がドミニコ会のものになった。ドミニコ会はこの教会と隣接する修道院を彼らの本部とした（後に本部はサンタ・サビーナ聖堂に移された）。現在もこの教会はドミニコ会の管轄下にある。
ドミニコ会は1280年からこの教会を現在のようなゴシック様式に改修し始めた。モデルとなったのはフィレンツェのサンタ・マリア・ノヴェッラ教会で、設計はニコラウス3世のころドミニコ会修道士の Fra Sisto Fiorentino と Fra Ristoro da Campi が行った。ボニファティウス8世の資金援助などもあり、ローマ初のゴシック様式の教会が1370年に完成した。後にカルロ・マデルノらがバロック様式のファサードに改修したが、19世紀には新中世様式に改修された。出入り口は15世紀のものである。
聖具保管室では2度、コンクラーヴェが行われたことがある。1回目は1431年3月でエウゲニウス4世が選出され、2回目は1447年3月でニコラウス5世が選ばれた。
異端審問で有罪とされた後の1633年6月22日、ガリレオ・ガリレイはこの教会で有名な自説の放棄を発表した。
1556年、この教会は小バシリカに位置づけられた。Titulus S. Mariae supra Minervam の現在の枢機卿はイギリス人のコーマック・マーフィー＝オコーナーである。

## 外観

### ファサード
16世紀末、カルロ・マデルノがバロック建築のファサードにしたが、19世紀に現在の新中世様式に改修された。ファサードには、16世紀と17世紀にテヴェレ川が何度も氾濫して 65フィート (20 m) まで水位が上がったことを示す印がある。

### ミネルヴァのひよこ

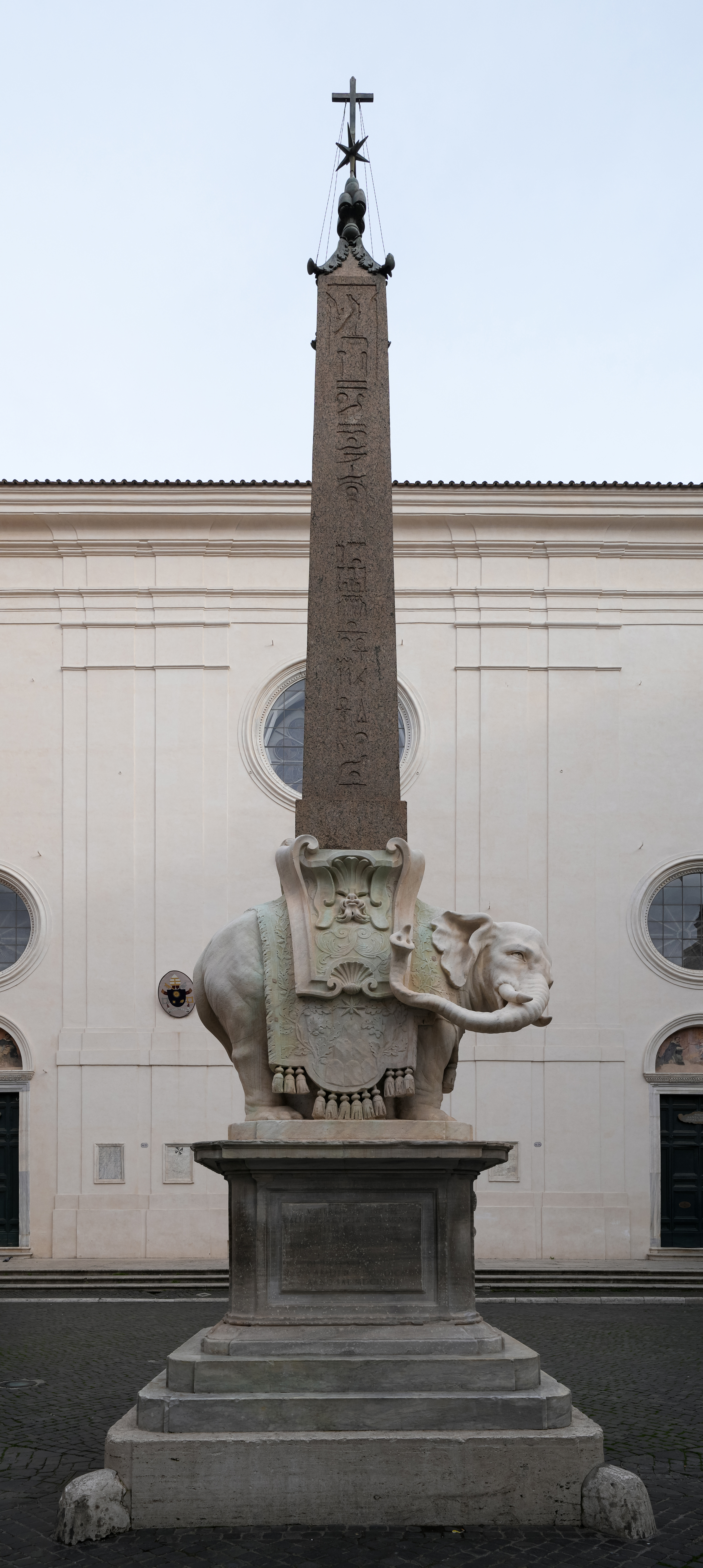
「ミネルヴァのひよこ (Pulcino della Minerva)」ジャン・ロレンツォ・ベルニーニ作のゾウの彫刻。ローマにある13基のオベリスクのうちの1つの土台になっている。

教会の前にはローマ市内でも特に奇妙な記念碑があり「ミネルヴァのひよこ (Pulcino della Minerva)」と呼ばれている。バロック期の彫刻家ジャン・ロレンツォ・ベルニーニのデザインした彫像（完成させたのは弟子のエルコール・フェラッタで1667年のこと）で、ドミニコ修道会の庭で見つかったエジプトのオベリスクをゾウの彫像が土台となって支えている。11本あるローマのオベリスクの中では最も短く、サイスから2本一組でローマに持ち込まれたものと言われている。元々は紀元前589年から紀元前570年ごろエジプト第26王朝のファラオであるアプリエスの治世下に建てられたものだった。それをローマに運ばせたのはディオクレティアヌス帝で、紀元284年から305年のことである。2本のオベリスクはイシス神殿の前に設置された。オベリスクの土台の彫刻を依頼したアレクサンデル7世がラテン語で「堅固な知識を支えるには強い心が必要である」という意味の文を刻ませている。
この独特の構成の着想の元になったのは、フランチェスコ・コロンナの作と言われている15世紀の小説『ヒュプネロトマキア・ポリフィリ』（ポリフィルス狂恋夢）と言われている。この小説で主人公はオベリスクを支えている石のゾウに出会う。そしてそこに描かれたイラストは、ベルニーニの設計したオベリスクの土台によく似ている。
その逞しい外観から、これに "Porcino"（子豚）というあだ名が付けられていたが、後にイタリア語で「小さなひよこ」を意味する Pulcino に変化した。これは、このオベリスクが短いことを表しているとも言われている。また、ドミニコ会が修道院に入る持参金を用意できない貧しい女性のための寄付を集める慈善活動を行っており、毎年この広場に行列を作ったことと関係があるとも言われている。

## 内装
尖塔アーチで覆われた身廊は極めてゴシック的であり、ローマでは珍しい。この13世紀の身廊にカルロ・マデルノがバロック様式の要素を加えたことで部分的に印象が変化した。ステンドグラスの窓の多くは19世紀のものである。ゴシック様式の建築ではあるが、最良の芸術作品はルネサンス期のものが多い。

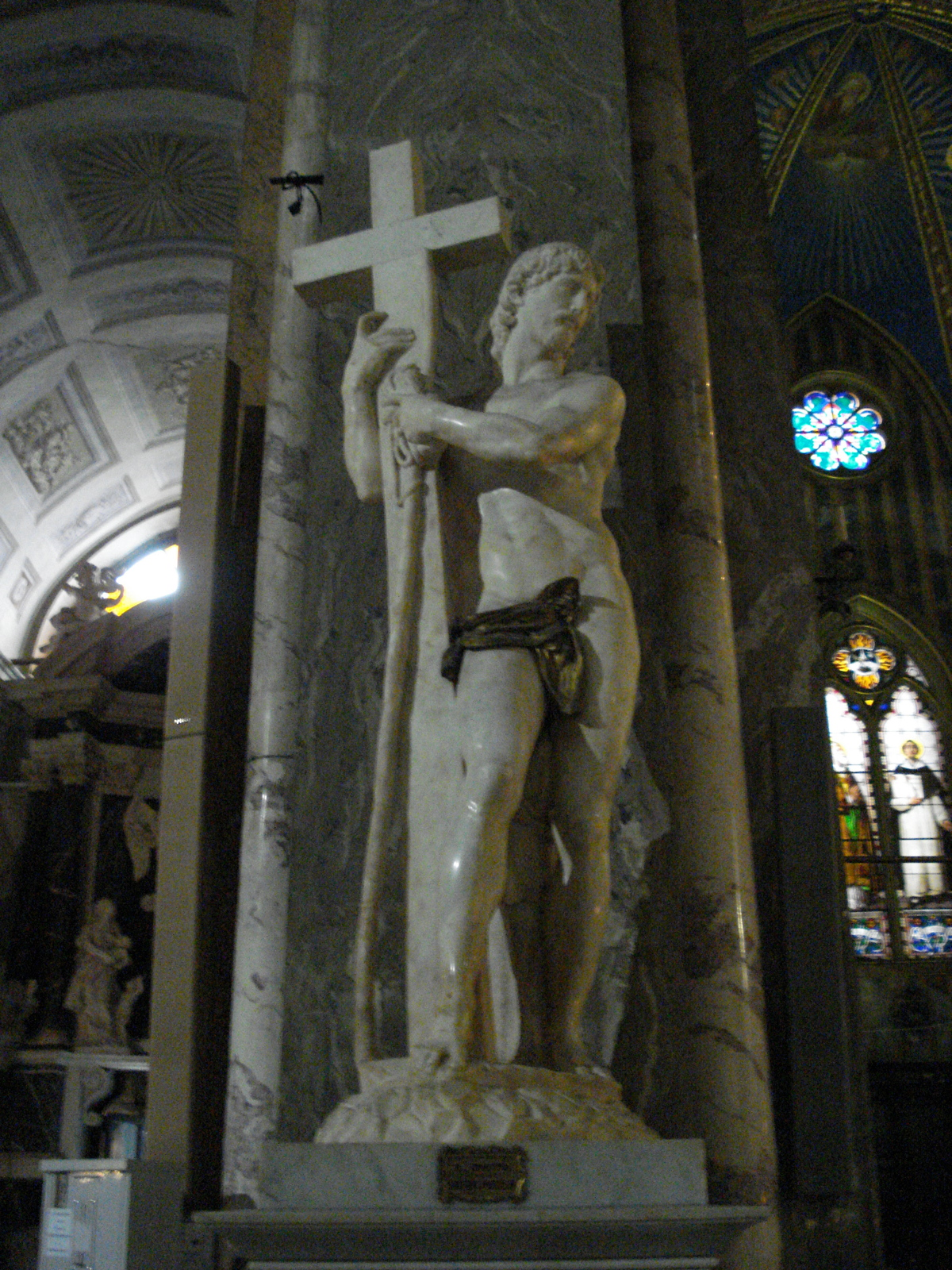
ミケランジェロの『贖いの主イエス・キリスト』は祭壇の近くにある。

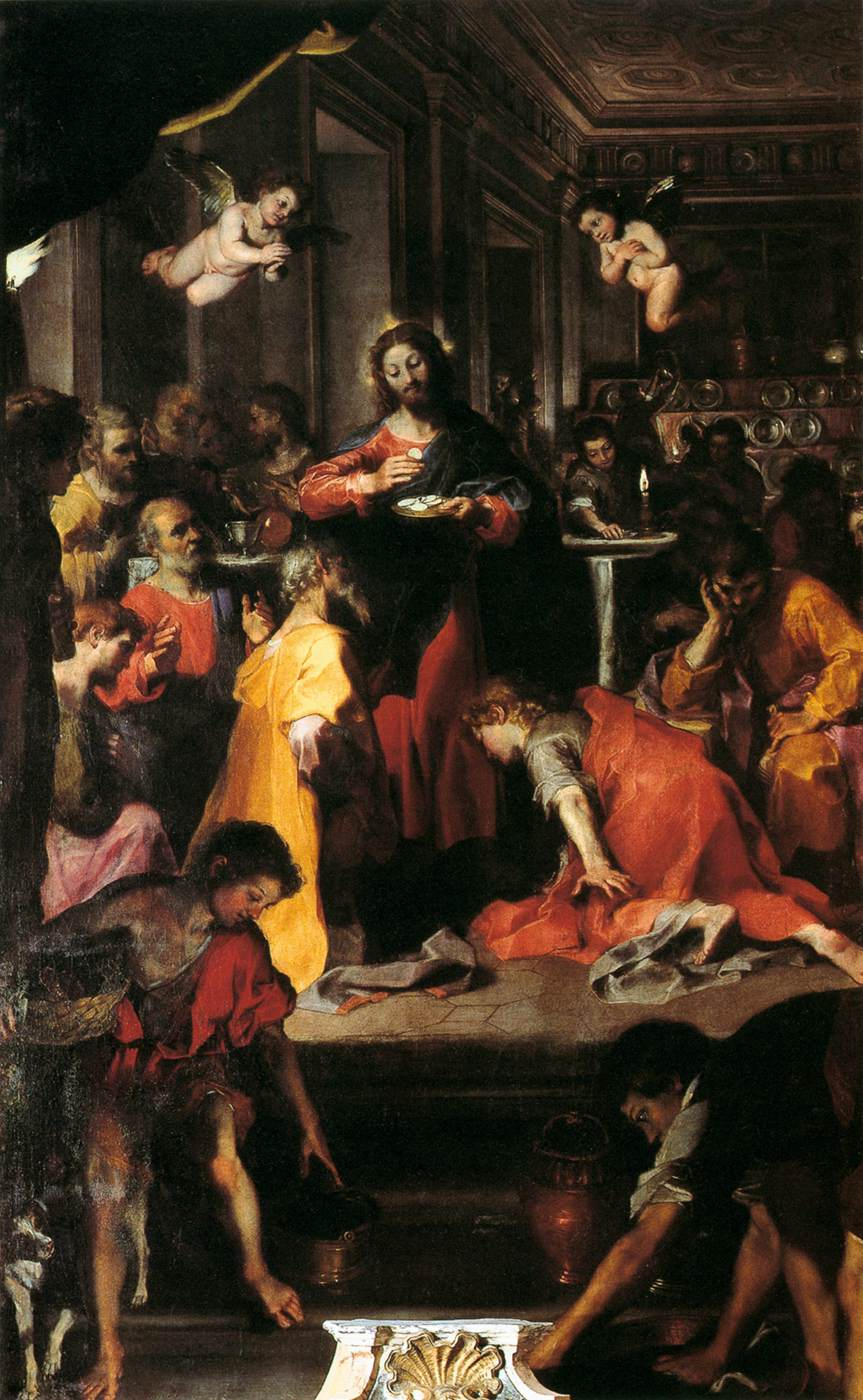
フェデリコ・バロッチの『使徒たちの聖体拝領』

### カラファ礼拝堂
15世紀末のカラファ礼拝堂は枢機卿オリヴィエロ・カラファがトマス・アクィナスに捧げたもので、フィリッピーノ・リッピ (1457–1504) によるフレスコ画がある。受胎告知と聖母の被昇天が描かれている。祭壇の上には、聖トマス・アクィナスがカラファ枢機卿を祝福されたマリアに紹介する様子が描かれ、右手の壁には後光をまとった聖トマスが描かれている。1493年に開館したもので、聖トマス・アクィナスの礼拝堂とも呼ばれている。この礼拝堂にトマス・アクィナスの遺骨が安置されていたが、1511年にナポリに移された。カラファ家出身の教皇パウルス4世の墓もこの礼拝堂にあり、1559年にピッロ・リゴーリオが設計した。

### カプラニカ礼拝堂
「ロザリオの礼拝堂」とも呼ばれている。化粧しっくいの天井は1573年にマルチェッロ・ヴェヌスティが制作した。

### ミケランジェロの「あがないの主イエス・キリスト」
「あがないの主イエス・キリスト」（または「ミネルヴァのイエス・キリスト」、「十字架を運ぶイエス・キリスト」）はミケランジェロ作（1521年）の大理石像で、主祭壇の左にある。

### アルドブランディーニ礼拝堂
アルドブランディーニ礼拝堂はジャコモ・デッラ・ポルタが設計し、カルロ・マデルノが1602年以降に完成させた。奉献されたのは1611年である。聖体の制定を描いた絵はフェデリコ・フィオーリが1594年以降に制作したものである。クレメンス8世の両親 Salvestro Aldobrandini と Luisa Dati の記念碑はジャコモ・デッラ・ポルタの手による。教皇庁が承認した世界初の聖体拝領の結社はこの礼拝堂で創設されたもので、イグナチオ・デ・ロヨラも初期の一員の1人だった。この礼拝堂では、フェデリコ・バロッチの祭壇画『使徒たちの聖体拝領』が見られる。

### その他
- 『受胎告知』 - アントニアッツォ・ロマーノ（1485年）
- レオ10世とクレメンス7世の墓 - アントニオ・ダ・サンガッロ・イル・ジョヴァネ
- ウルバヌス7世の墓
- フラ・アンジェリコの墓 - Isaia da Pisa（1455年）
- Maria Raggi の記念碑 - ジャン・ロレンツォ・ベルニーニ（1643年）
- Francesco Tornabuoni の墓 - ミノ・ダ・フィエーゾレ（1480年）

## 墓所
シエナのカタリナはここに埋葬されている。ただし頭部だけはシエーナのサン・ドメニコ教会にある。1380年に彼女が亡くなった部屋は聖具保管室の裏に位置していて、1637年に復元された。内装を当時のままに再現するという近代の博物館によく見られる方式の先駆けである。しかし、アントニアッツォ・ロマーノ作のフレスコは現存していない。
ルネサンス前期の有名な画家フラ・アンジェリコは隣接する修道院で亡くなり、この教会に埋葬された。同様に、パウルス4世、メディチ家のレオ10世、クレメンス7世もこの教会に埋葬されている。
サン・ジョバンニ・デイ・フィオレンティーニ教会が完成するまでこの教会がフィレンツェ共和国の国民教会だったため、トスカーナ地方の聖職者や貴族や裕福な市民の墓が多数存在する。ピエロ・ディ・コジモ・デ・メディチの失脚を画策した一味のディオティサルヴィ・ネローニも1482年にここに埋葬されている。他にも、ウルバヌス7世やジュール・マザランの兄弟 (Michel Mazarin) なども埋葬されている。

## 同じ名称の他の教会
アッシジには16世紀に建てられた同名の教会があり、共和政ローマ時代のミネルウァ神殿を利用して建設されている。コリント式ポルチコが今もある。